# Crossroads (Eric-Clapton-Album)
Crossroads ist ein Kompilationsalbum bestehend aus vier CDs bzw. sechs Schallplatten des britischen Rockmusikers Eric Clapton. Es erschien im April 1988 unter dem Label Polydor Records.

## Trivia
Das Album enthält Werke aus Claptons Solokarriere und aus seiner Zeit mit The Yardbirds, Bluesbreakers, Cream, Blind Faith, Delaney & Bonnie & Friends und Derek and the Dominos. Bis dahin unveröffentlichte Live- und Studioaufnahmen finden sich ebenso auf dem Album. Die Songauswahl traf der Kompilierer Bill Levenson.
Der US-amerikanische Autor und Kritiker Anthony DeCurtis gewann 1988 einen Grammy Award für die besten Liner Notes eines Albums. Bill Levenson gewann ebenfalls einen Grammy im Jahr 1988 für das Album in der Kategorie „Best Historical Album“. Ronnie Wood gestaltete das Albumcover und Mitchell Kanner das Gesamtpaket.

## Titelliste (CD)
| Nr. | Titel                                          | Autor(en)                            | Länge |
| --- | ---------------------------------------------- | ------------------------------------ | ----- |
| 1.  | Boom Boom (The Yardbirds)                      | John Lee Hooker                      | 2:25  |
| 2.  | Honey In Your Hips (The Yardbirds)             | Keith Relf                           | 2:18  |
| 3.  | Baby What’s Wrong (The Yardbirds)              | Jimmy Reed                           | 2:40  |
| 4.  | I Wish You Would (The Yardbirds)               | Billy Boy Arnold                     | 2:19  |
| 5.  | A Certain Girl (The Yardbirds)                 | Naomi Neville                        | 2:17  |
| 6.  | Good Morning Little Schoolgirl (The Yardbirds) | H.G. Demarais                        | 2:45  |
| 7.  | I Ain’t Got You (The Yardbirds)                | Calvin Carter                        | 1:59  |
| 8.  | For Your Love (The Yardbirds)                  | Graham Gouldman                      | 2:29  |
| 9.  | Got To Hurry (The Yardbirds)                   | Oscar Rasputin                       | 2:35  |
| 10. | Lonely Years (John Mayall und Eric Clapton)    | John Mayall                          | 3:17  |
| 11. | Bernard Jenkins (John Mayall und Eric Clapton) | Mike Vernon                          | 3:47  |
| 12. | Hideaway (Bluesbreakers)                       | Freddie King, Sonny Thompson         | 3:14  |
| 13. | All Your Love (Bluesbreakers)                  | Otis Rush, Willie Dixon              | 3:34  |
| 14. | Ramblin’ On My Mind (Bluesbreakers)            | Robert Johnson                       | 3:07  |
| 15. | Have You Ever Loved a Woman (Bluesbreakers)    | Billy Myles                          | 6:41  |
| 16. | Wrapping Paper (Cream)                         | Pete Brown                           | 2:21  |
| 17. | I Feel Free (Cream)                            | Pete Brown                           | 2:52  |
| 18. | Spoonful (Cream)                               | Willie Dixon                         | 6:30  |
| 19. | Lawdy Mama (Cream)                             | Traditional (arr. Clapton)           | 1:50  |
| 20. | Strange Brew (Cream)                           | Gail Collins                         | 2:46  |
| 21. | Sunshine of Your Love (Cream)                  | Eric Clapton, Jack Bruce, Pete Brown | 4:10  |
| 22. | Tales Of Brave Ulysses (Cream)                 | Martin Sharp                         | 2:46  |
| 23. | Steppin’ Out (Cream)                           | James Bracken                        | 3:31  |

| Nr. | Titel                                          | Autor(en)                     | Länge |
| --- | ---------------------------------------------- | ----------------------------- | ----- |
| 1.  | Anyone For Tennis (Cream)                      | Martin Sharp                  | 2:37  |
| 2.  | White Room (Cream)                             | Jack Bruce, Pete Brown        | 4:56  |
| 3.  | Crossroads (Cream)                             | Robert Johnson                | 4:14  |
| 4.  | Badge (Cream)                                  | Eric Clapton, George Harrison | 2:43  |
| 5.  | Presence of the Lord (Blind Faith)             | Eric Clapton                  | 4:48  |
| 6.  | Can’t Find My Way Home (Blind Faith)           | Steve Winwood                 | 3:15  |
| 7.  | Sleeping In The Ground (Blind Faith)           | Sam Myers                     | 2:50  |
| 8.  | Comin’ Home (Delaney & Bonnie)                 | Bonnie Bramlett               | 3:13  |
| 9.  | Blues Power                                    | Eric Clapton                  | 3:06  |
| 10. | After Midnight                                 | J. J. Cale                    | 3:17  |
| 11. | Let It Rain                                    | Eric Clapton, Bonnie Bramlett | 5:01  |
| 12. | Tell The Truth (Derek and the Dominos)         | Eric Clapton, Bobby Whitlock  | 3:23  |
| 13. | Roll It Over (Derek and the Dominos)           | Eric Clapton, Bobby Whitlock  | 4:29  |
| 14. | Layla (Derek and the Dominos)                  | Eric Clapton, Jim Gordon      | 7:07  |
| 15. | Mean Old World (Eric Clapton und Duane Allman) | Walter Jacobs                 | 3:50  |
| 16. | Key to the Highway (Derek and the Dominos)     | Willie Broonzy, Charles Segar | 6:27  |
| 17. | Crossroads (Derek and the Dominos)             | Robert Johnson (arr. Clapton) | 8:17  |

| Nr. | Titel                                                       | Autor(en)                                     | Länge |
| --- | ----------------------------------------------------------- | --------------------------------------------- | ----- |
| 1.  | Got to Get Better In A Little While (Derek and the Dominos) | Eric Clapton                                  | 5:31  |
| 2.  | Evil (Derek and the Dominos)                                | Willie Dixon                                  | 4:25  |
| 3.  | One More Chance (Derek and the Dominos)                     | Eric Clapton                                  | 3:17  |
| 4.  | Mean Old Frisco (Derek and the Dominos)                     | Arthur Crudup                                 | 4:02  |
| 5.  | Snake Lake Blues (Derek and the Dominos)                    | Eric Clapton, Bobby Whitlock                  | 3:33  |
| 6.  | Let It Grow                                                 | Eric Clapton                                  | 4:56  |
| 7.  | Ain’t That Lovin You                                        | Jimmy Reed                                    | 5:26  |
| 8.  | Motherless Children                                         | Traditional (arr. Clapton)                    | 4:51  |
| 9.  | I Shot the Sheriff                                          | Bob Marley                                    | 7:48  |
| 10. | Better Make It Through Today                                | Eric Clapton                                  | 4:05  |
| 11. | The Sky Is Crying                                           | Morgan Robinson, Clarence Lewis, Elmore James | 3:57  |
| 12. | I Found A Love                                              | –                                             | 3:38  |
| 13. | (When Things Go Wrong) It Hurts Me Too                      | Mel London                                    | 5:34  |
| 14. | Watcha Gonna Do                                             | Peter Tosh                                    | 3:01  |
| 15. | Knockin’ on Heaven’s Door                                   | Bob Dylan                                     | 4:21  |
| 16. | Someone Like You                                            | Arthur Louis                                  | 4:30  |

| Nr.          | Titel                          | Autor(en)                                      | Länge  |
| ------------ | ------------------------------ | ---------------------------------------------- | ------ |
| 1.           | Hello Old Friend               | Eric Clapton                                   | 3:34   |
| 2.           | Sign Language                  | Bob Dylan                                      | 2:56   |
| 3.           | Further On Up The Road         | Don Robey, Joe Medwich Veasey                  | 6:18   |
| 4.           | Lay Down Sally                 | Eric Clapton, Marcy Levy                       | 3:50   |
| 5.           | Wonderful Tonight              | Eric Clapton                                   | 3:42   |
| 6.           | Cocaine                        | J. J. Cale                                     | 3:35   |
| 7.           | Promises                       | Richard Feldman, Roger Linn                    | 3:00   |
| 8.           | If I Don’t Be There By Morning | Bob Dylan, Helena Springs                      | 4:34   |
| 9.           | Double Trouble                 | Otis Rush                                      | 8:01   |
| 10.          | I Can’t Stand It               | Eric Clapton                                   | 4:09   |
| 11.          | The Shape You’re In            | Eric Clapton                                   | 4:09   |
| 12.          | Heaven Is One Step Away        | Eric Clapton                                   | 4:09   |
| 13.          | She’s Waiting                  | Eric Clapton                                   | 4:55   |
| 14.          | Too Bad                        | Eric Clapton                                   | 2:37   |
| 15.          | Miss You                       | Eric Clapton, Greg Phillinganes, Bobby Columby | 5:05   |
| 16.          | Wanna Make Love To You         | Jerry Lynn Williams                            | 5:43   |
| 17.          | After Midnight                 | J. J. Cale                                     | 4:05   |
| Gesamtlänge: | Gesamtlänge:                   | Gesamtlänge:                                   | 293:03 |

## Titelliste (LP)
LP 1
| Nr. | Titel                                          | Autor(en)        | Länge |
| --- | ---------------------------------------------- | ---------------- | ----- |
| 1.  | Boom Boom (The Yardbirds)                      | John Lee Hooker  | 2:25  |
| 2.  | Honey In Your Hips (The Yardbirds)             | Keith Relf       | 2:18  |
| 3.  | Baby What’s Wrong (The Yardbirds)              | Jimmy Reed       | 2:40  |
| 4.  | I Wish You Would (The Yardbirds)               | Billy Boy Arnold | 2:19  |
| 5.  | A Certain Girl (The Yardbirds)                 | Naomi Neville    | 2:17  |
| 6.  | Good Morning Little Schoolgirl (The Yardbirds) | H.G. Demarais    | 2:45  |
| 7.  | I Ain’t Got You (The Yardbirds)                | Calvin Carter    | 1:59  |
| 8.  | For Your Love (The Yardbirds)                  | Graham Gouldman  | 2:29  |
| 9.  | Got To Hurry (The Yardbirds)                   | Oscar Rasputin   | 2:35  |

| Nr. | Titel                                          | Autor(en)                    | Länge |
| --- | ---------------------------------------------- | ---------------------------- | ----- |
| 1.  | Lonely Years (John Mayall und Eric Clapton)    | John Mayall                  | 3:17  |
| 2.  | Bernard Jenkins (John Mayall und Eric Clapton) | Mike Vernon                  | 3:47  |
| 3.  | Hideaway (Bluesbreakers)                       | Freddie King, Sonny Thompson | 3:14  |
| 4.  | All Your Love (Bluesbreakers)                  | Otis Rush, Willie Dixon      | 3:34  |
| 5.  | Ramblin’ On My Mind (Bluesbreakers)            | Robert Johnson               | 3:07  |
| 6.  | Have You Ever Loved a Woman (Bluesbreakers)    | Billy Myles                  | 6:41  |

LP 2
| Nr. | Titel                          | Autor(en)                            | Länge |
| --- | ------------------------------ | ------------------------------------ | ----- |
| 1.  | Wrapping Paper (Cream)         | Pete Brown                           | 2:21  |
| 2.  | I Feel Free (Cream)            | Pete Brown                           | 2:52  |
| 3.  | Spoonful (Cream)               | Willie Dixon                         | 6:30  |
| 4.  | Lawdy Mama (Cream)             | Traditional (arr. Clapton)           | 1:50  |
| 5.  | Strange Brew (Cream)           | Gail Collins                         | 2:46  |
| 6.  | Sunshine of Your Love (Cream)  | Eric Clapton, Jack Bruce, Pete Brown | 4:10  |
| 7.  | Tales Of Brave Ulysses (Cream) | Martin Sharp                         | 2:46  |
| 8.  | Steppin’ Out (Cream)           | James Bracken                        | 3:31  |

| Nr. | Titel                                | Autor(en)                     | Länge |
| --- | ------------------------------------ | ----------------------------- | ----- |
| 1.  | Anyone For Tennis (Cream)            | Martin Sharp                  | 2:37  |
| 2.  | White Room (Cream)                   | Jack Bruce, Pete Brown        | 4:56  |
| 3.  | Crossroads (Cream)                   | Robert Johnson                | 4:14  |
| 4.  | Badge (Cream)                        | Eric Clapton, George Harrison | 2:43  |
| 5.  | Presence Of The Lord (Blind Faith)   | Eric Clapton                  | 4:48  |
| 6.  | Can’t Find My Way Home (Blind Faith) | Steve Winwood                 | 3:15  |
| 7.  | Sleeping In The Ground (Blind Faith) | Sam Myers                     | 2:50  |

LP 3
| Nr. | Titel                                  | Autor(en)                     | Länge |
| --- | -------------------------------------- | ----------------------------- | ----- |
| 1.  | Comin’ Home (Delaney & Bonnie)         | Bonnie Bramlett               | 3:13  |
| 2.  | Blues Power                            | Eric Clapton                  | 3:06  |
| 3.  | After Midnight                         | J.J. Cale                     | 3:17  |
| 4.  | Let It Rain                            | Eric Clapton, Bonnie Bramlett | 5:01  |
| 5.  | Tell The Truth (Derek and the Dominos) | Eric Clapton, Bobby Whitlock  | 3:23  |
| 6.  | Roll It Over (Derek and the Dominos)   | Eric Clapton, Bobby Whitlock  | 4:29  |

| Nr. | Titel                                          | Autor(en)                     | Länge |
| --- | ---------------------------------------------- | ----------------------------- | ----- |
| 1.  | Layla (Derek and the Dominos)                  | Eric Clapton, Jim Gordon      | 7:07  |
| 2.  | Mean Old World (Eric Clapton und Duane Allman) | Walter Jacobs                 | 3:50  |
| 3.  | Key to the Highway (Derek and the Dominos)     | Willie Broonzy, Charles Segar | 6:27  |
| 4.  | Crossroads (Derek and the Dominos)             | Robert Johnson (arr. Clapton) | 8:17  |

LP 4
| Nr. | Titel                                                       | Autor(en)                    | Länge |
| --- | ----------------------------------------------------------- | ---------------------------- | ----- |
| 1.  | Got to Get Better In A Little While (Derek and the Dominos) | Eric Clapton                 | 5:31  |
| 2.  | Evil (Derek and the Dominos)                                | Willie Dixon                 | 4:25  |
| 3.  | One More Chance (Derek and the Dominos)                     | Eric Clapton                 | 3:17  |
| 4.  | Mean Old Frisco (Derek and the Dominos)                     | Arthur Crudup                | 4:02  |
| 5.  | Snake Lake Blues (Derek and the Dominos)                    | Eric Clapton, Bobby Whitlock | 3:33  |

| Nr. | Titel                        | Autor(en)                  | Länge |
| --- | ---------------------------- | -------------------------- | ----- |
| 1.  | Let It Grow                  | Eric Clapton               | 4:56  |
| 2.  | Ain’t That Lovin You         | Jimmy Reed                 | 5:26  |
| 3.  | Motherless Children          | Traditional (arr. Clapton) | 4:51  |
| 4.  | I Shot the Sheriff           | Bob Marley                 | 7:48  |
| 5.  | Better Make It Through Today | Eric Clapton               | 4:05  |

LP 5
| Nr. | Titel                                  | Autor(en)                                     | Länge |
| --- | -------------------------------------- | --------------------------------------------- | ----- |
| 1.  | The Sky Is Crying                      | Morgan Robinson, Clarence Lewis, Elmore James | 3:57  |
| 2.  | I Found A Love                         | –                                             | 3:38  |
| 3.  | (When Things Go Wrong) It Hurts Me Too | Mel London                                    | 5:34  |
| 4.  | Watcha Gonna Do                        | Peter Tosh                                    | 3:01  |
| 5.  | Knockin’ on Heaven’s Door              | Bob Dylan                                     | 4:21  |
| 6.  | Someone Like You                       | Arthur Louis                                  | 4:30  |

| Nr. | Titel                  | Autor(en)                     | Länge |
| --- | ---------------------- | ----------------------------- | ----- |
| 1.  | Hello Old Friend       | Eric Clapton                  | 3:34  |
| 2.  | Sign Language          | Bob Dylan                     | 2:56  |
| 3.  | Further On Up The Road | Don Robey, Joe Medwich Veasey | 6:18  |
| 4.  | Lay Down Sally         | Eric Clapton, Marcy Levy      | 3:50  |
| 5.  | Wonderful Tonight      | Eric Clapton                  | 3:42  |

LP 6
| Nr. | Titel                          | Autor(en)                   | Länge |
| --- | ------------------------------ | --------------------------- | ----- |
| 1.  | Cocaine                        | J.J. Cale                   | 3:35  |
| 2.  | Promises                       | Richard Feldman, Roger Linn | 3:00  |
| 3.  | If I Don’t Be There By Morning | Bob Dylan, Helena Springs   | 4:34  |
| 4.  | Double Trouble                 | Otis Rush                   | 8:01  |
| 5.  | I Can’t Stand It               | Eric Clapton                | 4:09  |
| 6.  | The Shape You’re In            | Eric Clapton                | 4:09  |

| Nr.          | Titel                   | Autor(en)                                      | Länge  |
| ------------ | ----------------------- | ---------------------------------------------- | ------ |
| 1.           | Heaven Is One Step Away | Eric Clapton                                   | 4:09   |
| 2.           | She’s Waiting           | Eric Clapton                                   | 4:55   |
| 3.           | Too Bad                 | Eric Clapton                                   | 2:37   |
| 4.           | Miss You                | Eric Clapton, Greg Phillinganes, Bobby Columby | 5:05   |
| 5.           | Wanna Make Love To You  | Jerry Lynn Williams                            | 5:43   |
| 6.           | After Midnight          | J.J. Cale                                      | 4:05   |
| Gesamtlänge: | Gesamtlänge:            | Gesamtlänge:                                   | 293:03 |

## Rezeption, Charts und Verkaufszahlen
Allmusic-Kritiker Stephen Thomas Erlewine vergab fünf der fünf möglichen Bewertungseinheiten für das Album und vermerkte, dass „kein anderes Clapton-Album“ so gut erkläre, weshalb Clapton „so einflussreich“ ist. Das Album erreichte Platz 43 der Billboard 200 und verblieb insgesamt 26 Wochen in diesen.
Auszeichnungen für Musikverkäufe

| Land/Region               | Auszeichnungen für Musikverkäufe (Land/Region, Auszeichnung, Verkäufe) | Verkäufe  |
| ------------------------- | ---------------------------------------------------------------------- | --------- |
| Japan (RIAJ)              | —                                                                      | 3.000     |
| Vereinigte Staaten (RIAA) | 3× Platin                                                              | 3.000.000 |
| Insgesamt                 | 3× Platin ·                                                            | 3.003.000 |

Hauptartikel: Eric Clapton/Auszeichnungen für Musikverkäufe